# Armin Locher
Armin Locher (Oberegg, 7 november 1897 - Oberegg, 3 september 1967), was een Zwitsers politicus.
Armin Locher volgde een handelsopleiding aan de Kantonsschool Sankt Gallen. Van 1919 tot 1923 was hij koopman en agent voor de borduurexportfirma Hufenus St. Gallen in New York. Na zijn terugkeer in het kanton Appenzell Innerrhoden nam hij de leiding van de brouwerij Johann Locher in Oberegg op zich. 
Armin Locher sloot zich aan bij de rooms-katholieke Zwitserse Conservatieve Volkspartij (voorganger van de huidige Christendemocratische Volkspartij). Tussen 1927 en 1937 was hij districtsraad en regerend hoofdman (Regierender Hauptmann) van Oberegg. In 1937 werd hij lid van de Standeskommission (regering) van het kanton Appenzell Innerrhoden. Van 1937 tot 1939 was hij Zeugherr (directeur militaire zaken). Tussen 1939 en 1957 was hij afwisselend Regierend Landammann (dat wil zeggen regeringsleider) en Pannerherr (dat wil zeggen plaatsvervangend regeringsleider). Locher was voorzitter van talrijke commissies en voerde vele hervormingen door (met name op juridisch gebied).
Armin Locher was 1937 tot 1963 lid van de rooms-katholieke conservatieve fractie in de Kantonsraad (eerste kamer Bondsvergadering). Van 6 december 1954 tot 5 december 1955 was hij voorzitter van de Kantonsraad.
Locher overleed op 69-jarige leeftijd, op 3 september 1867 in Oberegg.

## Landammann
- 30 april 1939 - 27 april 1941 — Lijst van Landammänner van Appenzell Innerrhode Landammann
- 27 april 1941 - 2 mei 1943 — Pannerherr
- 2 mei 1943 - 29 april 1945 — Landammann
- 29 april 1945 - 29 april 1946 — Pannerherr
- 29 april 1946 - 24 april 1949 — Landammann
- 24 april 1949 - 29 april 1951 — Pannerherr
- 29 april 1951 - 26 april 1953 — Landammann
- 26 april 1953 - 24 april 1955 — Pannerherr
- 24 april 1955 - 28 april 1957 — Landammann